# Erythrina huehuetenangensis
Erythrina huehuetenangensis är en ärtväxtart som beskrevs av Krukoff och Rupert Charles Barneby. Erythrina huehuetenangensis ingår i släktet Erythrina och familjen ärtväxter. Inga underarter finns listade i Catalogue of Life.